# 사허가오자오위안역
사허가오자오위안역(중국어: 沙河高教园站)은 중화인민공화국 베이징시 창핑구 사허 지구 난펑로에 위치한 창핑선의 지하철역이다. 본 역은 2010년 12월 30일에 개통되었다. 장기 계획으로는 베이징 지하철 19호선의 종착역이 될 예정에 있다.

## 개요
본 역은 베이징 창핑구 사허 지구 사허 고교공원 내에 위치하며 순사로와 난펑로 교차로 남쪽에 위치한다. 역은 북서 - 남동 방향으로 배열되어 있다.

## 역 구조
역은 섬식 승강장으로 설계된 고가역이다. 승강장 중앙에는 대합실로 연결되는 에스컬레이터가 2세트가 있다. 이 역의 승강장 북쪽 끝에 건넘선이 존재한다.

### 층별 구조
| 3층  | ←                               | ■ 창핑선 창핑시산커우 방면 (난사오) |
| 3층  | 섬식 승강장, 왼쪽 출입문이 열림 |                                     |
| 3층  | →                               | ■ 창핑선 지먼차오 방면 (사허)       |
| 2층  | ■ 창핑선 역 대합실              | 고객센터, 자동 발매기, 출입 게이트  |
| 지면 |                                 | 출입구                              |

## 사진

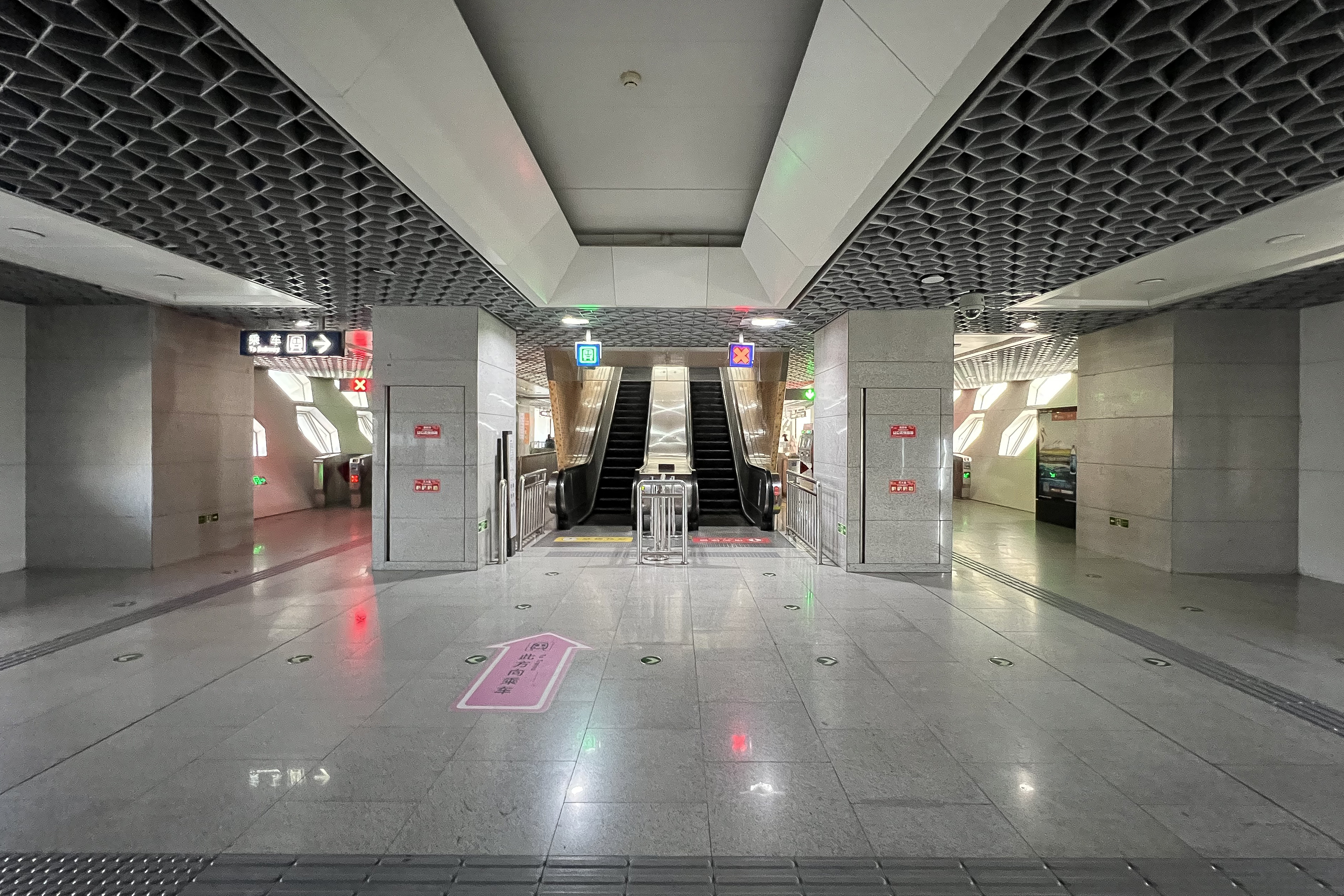
대합실 유료 구역
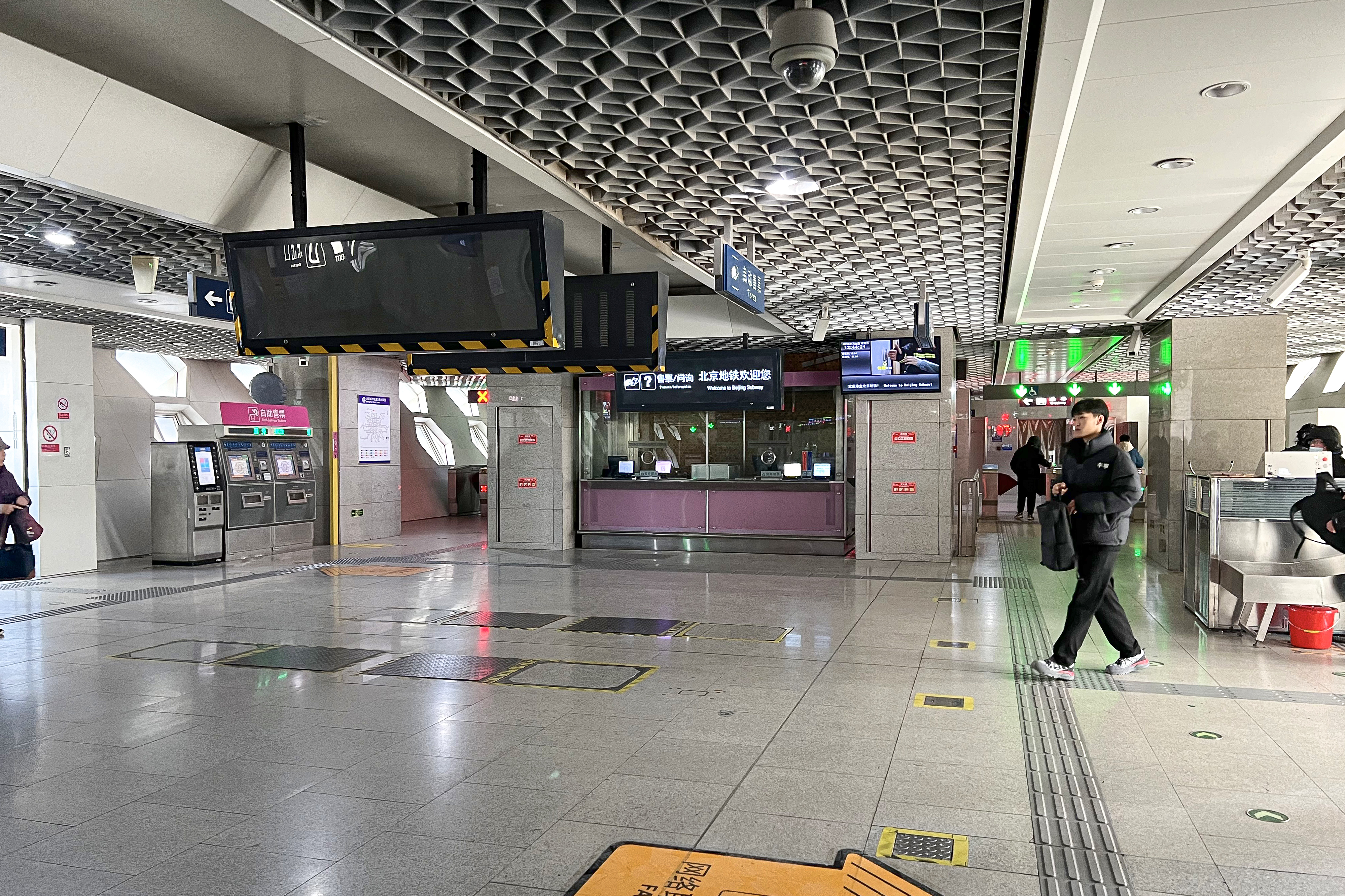
대합실 무료 구역
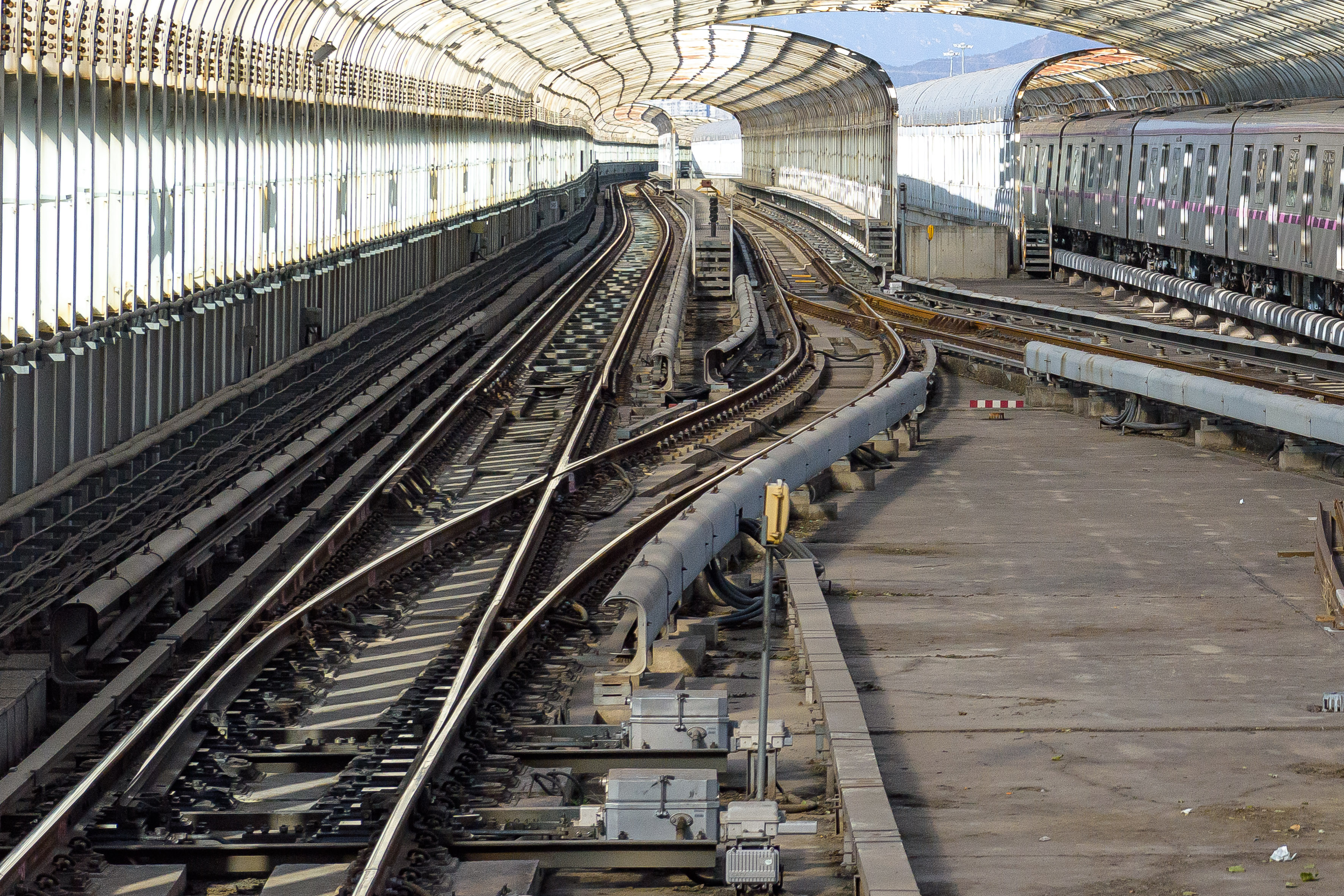
역 북쪽의 건넘선

## 출입구
역에는 2개의 출입구가 있다. A입구는 서 대합실로 연결되고 B입구는 동 대합실로 연결된다. 각 출입구에는 직선형 엘리베이터(A1, B2)와 에스컬레이터(A2, B1)가 설치되어 있다.
|                         |                |           |      |             |
| 출구                    | 지시           | 출구 인근 | 사진 | 무장애 시설 |
| 出口 · A · 1            | 난펑로(南丰路) |           |      |             |
| 出口 · A · 2            | 난펑로(南丰路) |           |      | 빈칸        |
| 出口 · B · 1            | 난펑로(南丰路) |           |      | 빈칸        |
| 出口 · B · 2            | 난펑로(南丰路) |           |      |             |
| 아이콘 설명: 엘리베이터 |                |           |      |             |

## 역 주변
- 중앙재경대학 사허 캠퍼스(中央财经大学沙河校区)
- 베이징 사범대학 사허 캠퍼스(北京师范大学沙河校区)